# Aquila (azienda)
Aquila è stata un'azienda italiana nel settore petrolifero, incentrata sull'omonima raffineria di Trieste, esistita fra il 1934 e gli anni 1980 e proprietaria, fino al 1963, dell'omonima rete di stazioni di servizio.

## Storia

### Origini e seconda guerra mondiale
La Aquila Società Anonima Tecnico-Industriale, fu fondata il 29 agosto 1934 a Trieste, con un capitale iniziale di 200 000 lire, dall'austriaco di origine ebraica Franz Kind, assieme agli italiani Gualtiero de Fischel e Gino Alessi.
Figura centrale nei primi anni di attività fu proprio Kind, che sfruttò i suoi contatti internazionali per favorire lo sviluppo della raffineria, costruita con capitali di imprenditori tedeschi che guardavano con sospetto all'ascesa dei nazisti in patria. La fondazione dell'azienda sfruttò la favorevole legislazione del momento, che agevolava la creazione di impianti per il trattamento del greggio.
L'impianto fu ultimato nel 1936 e inaugurato il 18 gennaio 1937 alla presenza del Duca d'Aosta e del Ministro delle Corporazioni Ferruccio Lantini. Oltre a gasolio e oli combustibili, nella nuova raffineria erano prodotti lubrificanti, acquaragia, solventi e paraffina. Con l'inizio delle attività, incominciò a Trieste e dintorni anche la vendita di carburanti a marchio Aquila.
Grazie a Kind, l'attività si espanse anche a Muggia, dando vita alla nuova frazione di Aquilinia, istituita nel 1939 sulla base del villaggio operaio i cui lavori furono inaugurati da Mussolini l'anno precedente. Con 165 impiegati e 600 operai, l'Aquila era all'epoca la maggiore azienda del locale comprensorio Zaule-Monte d'Oro-Valle delle Noghere. La raffineria, in generale, era tra le più importanti del paese, e nel 1938 trattò circa il 25% del petrolio lavorato in Italia.
In quegli anni, la maggioranza relativa (45%) era detenuta da un gruppo triestino locale; il 40% apparteneva al Gruppo Zuccherifici Montesi di Padova e il 15% alla Fiat, già azionista anche della Petrolea (poi Petrolcaltex), altra azienda del settore petrolifero. Nel 1939 Montesi e Fiat arrivarono a controllare il 95% delle azioni, suddivise equamente tra le due società. Nel 1944 il 50% dell'azienda era controllato dalla Fiat.
Alla fine del decennio, la distribuzione di carburante "Aquila" si estese anche in altre regioni, dalla Lombardia alle Marche, dalla Toscana all'Abruzzo. Nel corso degli anni, la S.A.P.A.A. (Società Anonima Petroli Alto Adriatico, successivamente Petroli Aquila SpA), costituita nel 1937, ottenne il controllo della commercializzazione dei prodotti a marchio Aquila.
Nel corso della guerra, la raffineria fu quasi completamente distrutta; un grosso bombardamento del 10 giugno 1944, in cui furono sganciate circa 150 bombe, causò tre vittime e danneggiò gravemente i serbatoi, il laboratorio di ricerca, le officine e gli impianti stessi; l'incendio sviluppatosi alla raffineria durò più di tre giorni.

### Dopoguerra ed espansione
Dopo il conflitto, l'impianto fu ricostruito con una spesa di oltre due miliardi di lire (parzialmente finanziato dall'ECA e dal Comitato Italiano Petroli), e l'attività poté ripartire nel maggio 1947. Nel 1949 l'azienda inglobò diverse società in tutta Italia, e creò una propria rete di depositi e punti vendita estesa anche al Sud. Nel 1963 esistevano in Italia e Austria circa 3 200 stazioni di servizio a marchio Aquila, la cui gamma di lubrificanti si ampliò in maniera significativa a partire dagli anni '50 con la nascita dei marchi Aquiloil e Aquilube. Nel 1954 la raffineria di Trieste risultava la seconda in Italia per quantità di prodotto lavorato.
Gli oli a marchio Aquila erano anche venduti a società petrolifere, tra cui API e Shell, o aziende che li rivendevano con un proprio brand, come Fiat (Oliofiat) e Landini (Landoil).
A partire dalla fine degli anni '40, gli impianti furono costantemente potenziati e ingranditi, fino all'ultimo ampliamento nel 1972.
Nel 1953 la raffineria vide una partecipazione al 50% della Total.
Nel 1959, la società aveva rapporti con tutta Europa, il Medio Oriente e l'America.

### L'arrivo di Total e gli ultimi anni
Con la morte di Kind e il disimpegno della Fiat, venne definitivamente meno l'indipendenza della società, che nel 1963 cedette la maggioranza delle quote alla compagnia francese. Il 10 aprile 1963 la Petroli Aquila S.p.A. assunse la nuova denominazione di TOTAL Società Italiana per Azioni e le stazioni di servizio a marchio Aquila furono rebrandizzate con i colori Total. Da quell'anno, la raffineria rifornì anche diverse filiali Total in Europa, Africa e Medio Oriente.
Con la crisi del settore petrolifero in Italia a partire dagli anni '70, la situazione della raffineria divenne man mano più difficile, e già nel 1974 la Total iniziò a prospettare il blocco delle proprie attività di raffinazione nel paese.
Al 1978 la raffineria impiegava 500 dipendenti.
Nel 1980 furono costruiti due oleodotti Trieste-Visco, ma le persistenti difficoltà del mercato del petrolio non permisero il rilancio dell'azienda. Nel 1981 le perdite in Italia della compagnia francese che controllava la raffineria ammontavano a circa 100 miliardi di lire.
L'aggravarsi della crisi portò alla chiusura dell'impianto nel 1985, quando vi ancora erano impiegati 551 dipendenti, con il definitivo stop delle attività il 25 agosto 1987. Nello stesso anno, la Total cedette le proprie attività in Italia alla MonteShell, più tardi diventata di piena proprietà della Shell, che riconvertì parte della raffineria in deposito e impianto per bitumi.
L'impianto di Trieste subì quindi un progressivo abbandono e degrado; lo smantellamento dei serbatoi fu completato nel 1999. Nel 2020 l'ex impianto venne ceduto a un gruppo ungherese per la realizzazione di un nuovo terminal portuale.

### Rilancio del marchio
Nel 2010, la famiglia Cecchi rispolverò il marchio Aquila per la vendita di carburante, con la creazione in Toscana di una rete di stazioni di servizio con lo storico logo.